# Kólpos Mórfou
Kólpos Mórfou är en vik i Cypern.   Den ligger i distriktet Eparchía Lefkosías, i den centrala delen av landet, 50 km väster om huvudstaden Nicosia.